# اوگودژا
اوگودژا (به لاتین: Ogodzha) یک منطقهٔ مسکونی در روسیه است که در استان آمور واقع شده‌است.